# ロイス家

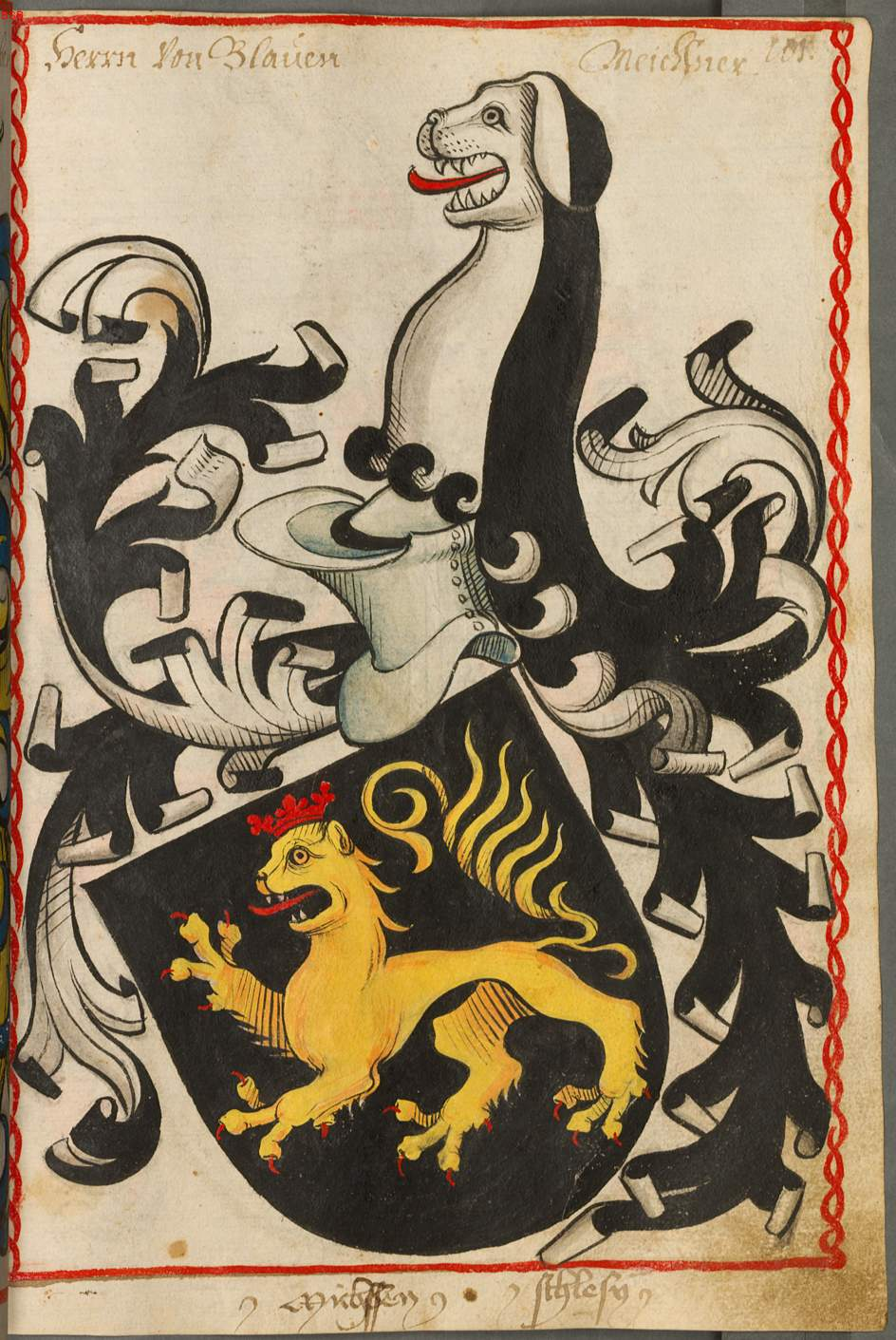
ロイス家の紋章となったプラウエン城代の紋章

ロイス家（Haus Reuß）は、ドイツの貴族・領邦君主の家系。ロイスの家名を名乗ったのは14世紀からであるが、家系は12世紀に遡ることができる。神聖ローマ皇帝の城代（フォークト。Vogt）から領主・伯へと発展した一族で、テューリンゲン地方東部のフォークトラント（Vogtland）地方を統治した。1564年に兄弟で所領が分割されて以後、分割相続が繰り返されて多くの家門を分出。1778年にロイス＝グライツ家（兄系ロイス家）が帝国諸侯（ライヒスフュルスト）の地位を得たのをはじめとして、一族の4つの家門が諸侯に列した。19世紀半ばには2つの侯国（兄系・弟系）にまとまり、ドイツ帝国の下でも非常に小規模ながら領邦としての形を保った。
ロイス家には、すべての男子が「ハインリヒ」を名乗るという特徴的な家法があり、男子成員は区別のため「ハインリヒ」に序数を付している（日本語の文章では一般に、この家の男子成員の名を「ハインリヒ○世」と訳すが、当主の代数を意味するものではない）。旧諸侯家の直系は断絶したが、17世紀末に分かれた統治者ではない1家門（ロイス＝ケストリッツ家）が存続しており、複数の分枝に分かれている。

## 歴史

### 起源
ロイス家の始祖とされるのは、神聖ローマ皇帝ハインリヒ4世によってゲーラとヴァイダ（Weida）の城代（フォークト。Vogt）に任命された、ハインリヒ・フォン・グライスベルク（Heinrich der Fromme vom Gleißberg、1120年頃没）という人物である。この人物の孫にあたるハインリヒ2世（Heinrich II. der Reiche、1209年以前に没）は、プラウエンの領地を購入した。彼の相続人たちは所領を何度か分割相続し、同家の者の領地はザクセン選帝侯領やニュルンベルクにも散在した。
ロイス家の先祖たちは12世紀に、ゾルベンラント（Sorbenland）、現在のフォークトラント（Vogtland）における神聖ローマ皇帝の城代を務めながら、徐々に領主として自立していった。彼らの支配領域は、かつては広範囲かつ一体性があり、現在のフォークトラント地方をほぼ覆っていたと考えられている。つまり一族の本拠であるプラウエンの城代領はもとより、テューリンゲン地方のシュライツ（Schleiz）、グライツ（Greiz）、バート・ローベンシュタイン（Bad Lobenstein）、ヴァイダおよびゲーラ、フランケン地方のホーフおよびゼルプ（Selb）、ボヘミア地方のアッシュ（Asch）の各城代領を確保していたのである。

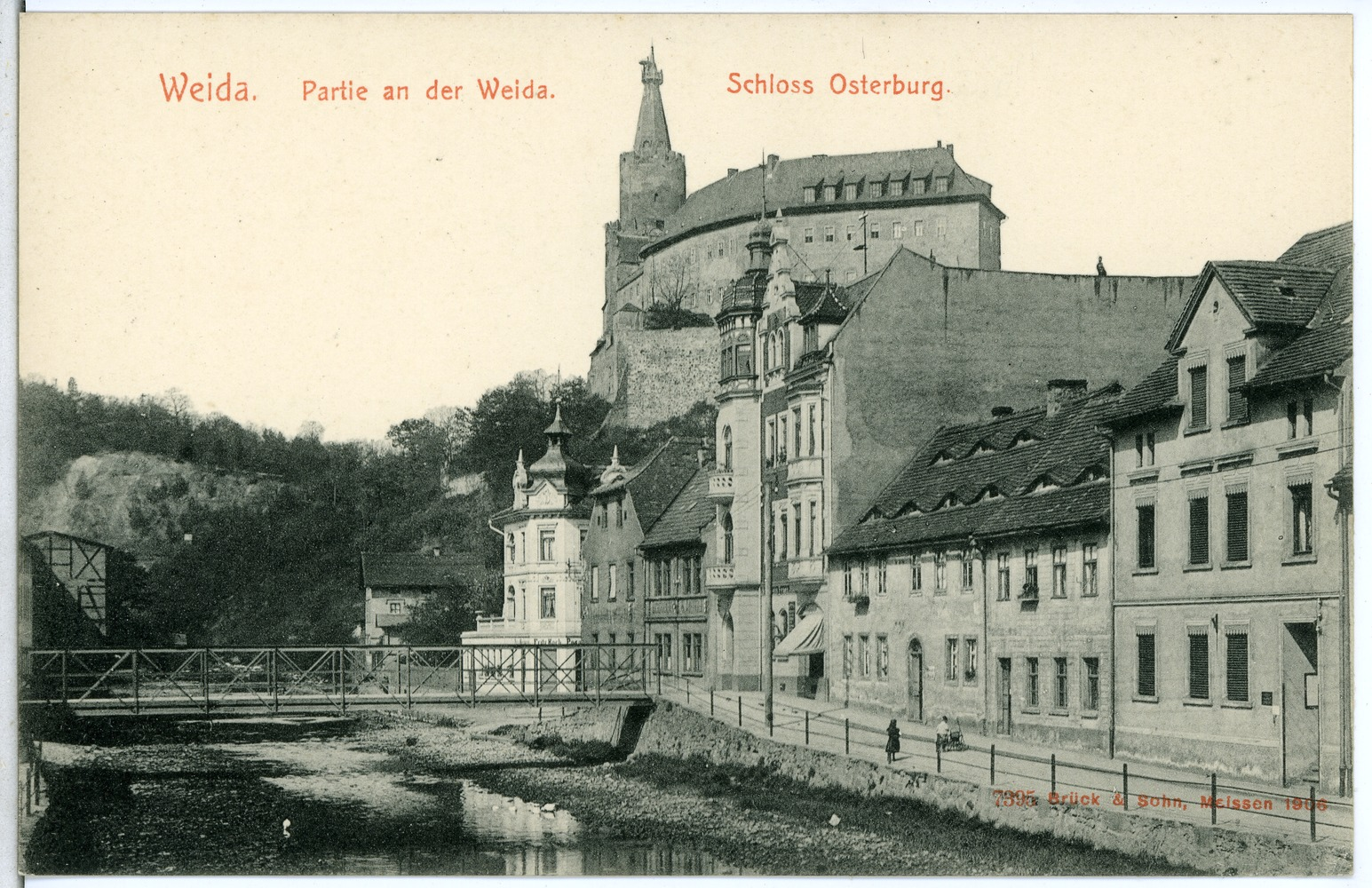
ヴァイダのオスターブルク（1906年）

### 領土の相続
1209年、前記のハインリヒ2世（Heinrich II. der Reiche）の3人の息子たちが、家領をヴァイダ（長兄）、ゲーラ（次兄）、グライツ（弟）にそれぞれ分割した。3人の息子たちはそれぞれの本拠に居所を置いたが、3人とも引き続いてヴァイダ城代（Vögte von Weida）の称号を用いた。1237年までに、3兄弟による家領の分割は公に認められた。
このうち、グライツ系統は1代で絶えたため、領土は次兄のゲーラ系統に相続された。ゲーラ系統は第2世代でプラウエン城代家（Plauen）とゲーラ城代家（Vögte von Gera）に分かれた。1303年にプラウエン城代ハインリヒ1世（Heinrich I. (Plauen)）が死ぬと、その領地は1306年に2人の孫の間で、プラウエン城代領とそれ以外の所領とに分けられることになった。ハインリヒ1世の長男ハインリヒ2世（Heinrich II. (Plauen)）の息子ハインリヒ3世（Heinrich III. (Plauen)）がプラウエン城代領を、次男のハインリヒ・ルテヌス（Heinrich Ruthenus、Ruszen、Reußenとも表記される）の息子ハインリヒ2世ロイス（Heinrich II. (Reuß-Greiz)）が城代領を除く家領を分割相続した。前者のプラウエン城代系統は後にマイセン城伯（Burggraf von Meißen）の地位を獲得し、後者の系統はグライツの領主として「ロイス・フォン・プラウエン・ツー・グライツ」（Reußen von Plauen zu Greiz）の家名を名乗り（後述）、ここにロイス家が成立した。
ヴァイダ城代系統は1531年に断絶し、その領土はザクセン選帝侯領（エルネスティン家領）に吸収された。またゲーラ城代系統も1550年に断絶し、その遺領はプラウエン城代系統のマイセン城伯ハインリヒ4世（Heinrich IV. von Plauen (Burggraf von Meißen)）が相続した。ロイス家はグライツと現在のザクセン地方に属する城代領の一部を所有していた。ロイス家は1560年9月28日、皇帝の裁可により、シュマルカルデン戦争中に失われたグライツの領地を取り戻した。また、ロイス家はゲーラ、シュライツ、ローベンシュタインをも獲得した。1572年に本家筋のマイセン城伯の系統が絶えると、ロイス家がそのマイセン城伯家の遺領を受け継いだが、1590年まではマイセン城伯家に資金を貸し付けていた抵当権者たちと所有権をめぐって争わねばならなかった。

### 「ロイス」の家名
ロイス（Reuß）の家名はルテヌス（Ruthenus）、 ルスツェ（Rusze）とも表記されるが、これはプラウエン城代ハインリヒ1世（Heinrich I. (Plauen)）の次男ハインリヒのあだ名「ルテヌス」（Heinrich Ruthenus。ラテン語では「Henrico de Plawe dicto Ruze」と表記される。史料で生存が確認できるのは1292年まで）に由来する。
「ルテヌス」というあだ名は、彼がロイス家領の東のルーシ、より厳密にはルテニア（Ruthenia）地方に長く滞在し、さらにはルテニアの支配者で「ルーシの王」を名乗るハールィチ＝ヴォルィーニ王国の王族の娘マリヤ（Maria Swihowska）を妻に迎えたために付けられた。ハインリヒ・ルテヌスとマリヤの息子のハインリヒ2世（Heinrich II. (Reuß-Greiz)）は、ルーシの王家の女系子孫であることを示すために、1307年より公式の家名としてロイスを名乗った。
つまり、それ以前に分かれたヴァイダ、ゲーラ、プラウエンの城代の諸系統は、ロイスの家名を名乗ったことはない。

### 分割相続

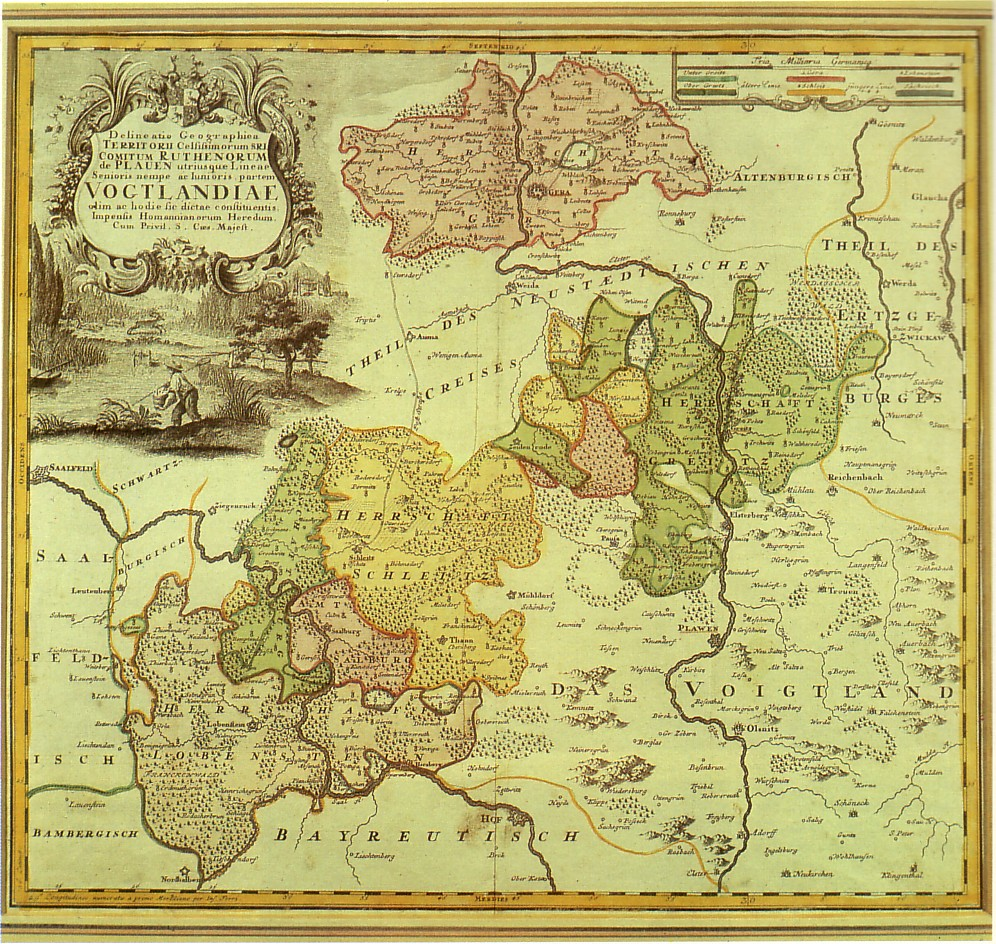
18世紀のロイス諸家の家領
緑色：兄系（グライツ、ブルク）
赤色：ゲーラ（含ザールブルク）
黄色：シュライツ
茶色：ローベンシュタイン

1564年、それまで統一を保ってきたロイス家領は分割され、長子系統（Reuß älterer Linie、兄系ロイス）がウンターグライツを、中子系統（Reuß mittlerer Linie）がオーバーグライツを、末子系統（Reuß jüngerer Linie、弟系ロイス）がゲーラをそれぞれ領有した。中子系統が1616年に断絶すると、その遺領は他の2系統の間で完全に平等な形になるよう分割相続された。兄弟全員が相続権を平等に有する制度であったために、分割相続はその後も繰り返された。
長子系統であるロイス＝ウンターグライツ（1564年 - 1768年）からは、以下の領主家が分出した。なお、ロイス＝ウンターグライツ家も2つに分裂した時期（1583年 - 1596年）がある。
- ロイス＝オーバーグライツ（1625年 - 1927年）
- ロイス＝ブルク（1596年 - 1640年、1668年 - 1697年）
- ロイス＝ローテンタール（1668年 - 1698年）
- ロイス＝デーラウ（1616年 - 1643年、1694年 - 1698年）

末子系統であるロイス＝ゲーラ（Reuß-Gera、1564年 - 1802年）からは、以下の領主家が分出した。
- ロイス＝シュライツ（Reuß-Schleiz、1647年  -　1945年）
- ロイス＝ザールブルク（1647年 - 1666年）
- ロイス＝ローベンシュタイン（Reuß-Lobenstein、1647年 - 1824年）
- ロイス＝ヒルシュベルク（1678年 - 1711年）
- ロイス＝エーベルスドルフ（Reuß-Ebersdorf、1678年 - 1848年）

分裂状態が頂点に達したのは17世紀後半であり、兄系と弟系の2系統から合わせて10の分領が併存する状況となっていた。ロイス家の諸家の個々の家領は並はずれて狭小であり、官署がおかれないこともしばしばだった。こうした状況に対処するため、1690年に制度を改め、長子相続制を確立した。
その後、末子系統（弟系ロイス家）からは独立君主でない分家として、ロイス＝ゼルビッツ（1718年 - 1824年）とロイス＝ケストリッツ（1693年 - 現在）が出ている。現在まで存続するロイス＝ケストリッツ家は、ロイス＝シュライツ家のハインリヒ1世（1639年 - 1692年）の末子ハインリヒ24世（1681年 - 1748年）が、1692年にケストリッツを名目上与えられ（パラギウムと呼ばれる分封領で、領邦主としての統治権は有しない）、伯（グラーフ）の称号を得て成立した家門である。

### 帝国諸侯となる
長子系統（兄系ロイス家）のロイス＝オーバーグライツ家のハインリヒ11世は、1768年に継嗣の絶えたロイス＝ウンターグライツ家の所領を併せて兄系ロイス家を統合し、兄系ロイス伯となった。ハインリヒ11世は1778年に帝国諸侯（ライヒスフュルスト）の地位を得、その領邦は兄系ロイス侯国となる。
末子系統（弟系ロイス家）では、ロイス＝ローベンシュタイン家（1790年）、ロイス＝エーベルスドルフ家（1806年）、ロイス＝シュライツ家（1806年）が帝国諸侯の地位を得た。
ロイス家の4つの侯国は、1807年4月にそろってライン同盟に加盟した。1815年のウィーン会議では、ゲオルク・ヴァルター・ヴィンツェント・フォン・ヴィーゼ（Georg Walter Vincent von Wiese）がロイス家の代理人として送り込まれ、ロイス家領の陪臣化を防いだ。
1824年にロイス＝ローベンシュタイン侯国が断絶、その領土はロイス＝エーベルスドルフ侯国と統合された。1848年、革命が波及する中でロイス＝ローベンシュタイン＝エーベルスドルフ侯ハインリヒ72世は退位し、後継者である（ハインリヒ72世に男子はなかった）ロイス＝シュライツ侯ハインリヒ62世に統治権を譲ったため、ロイス＝シュライツ家が弟系ロイス家を統合することとなり、ここに弟系ロイス侯国を創設した。
兄系ロイス侯国はしばしばプロイセンに反抗的な姿勢を見せたが、両侯国とも1866年には北ドイツ連邦に加盟し、1871年にはドイツ帝国の構成国となった。

### 1918年以後のロイス家

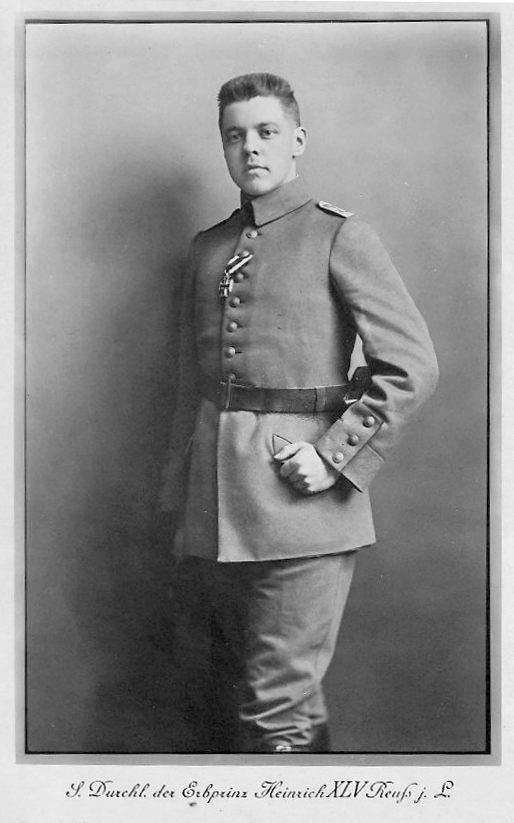
弟系ロイス侯国を統治したロイス＝シュライツ家最後の当主、ハインリヒ45世（1895年 - 1945年）。1945年にソ連占領軍に拉致されて消息不明となり、1962年に西ドイツの裁判所によって死亡が宣告された。

1918年のドイツ革命により、2つのロイス侯家は諸侯の身分を失った。このとき、兄系ロイス侯（ロイス＝グライツ侯）ハインリヒ24世は重度の障害により統治不能のため、弟系ロイス侯（ロイス＝ゲーラ侯）ハインリヒ27世が2つの侯国を統治している状況だった。
1919年12月、ハインリヒ27世はロイス人民州（Volksstaat Reuß）政府との間に協定を結んだ。ロイス家には3400万ライヒスマルク相当と見積もられる財産が残された。弟系ロイス侯家は、居城オステルシュタイン城（Schloss Osterstein、ゲーラのキュッヒェ庭園（Küchengarten）、エーベルスドルフ城（Schloss Ebersdorf）、シュライツとオステルシュタインの貨幣鋳造所と武器貯蔵庫と城内付属図書館、シュライツ城の居住権、および5285haの森などを確保した。兄系ロイス侯家は昔からの居城とブルク（Burgk）の武器貯蔵庫および森林区域、1500haの平地、グライツ城の居住権を確保していた。
1927年に最後の兄系ロイス侯であったハインリヒ24世が死ぬと同時に、兄系ロイス家の男系は絶えた。兄系ロイス侯家の資産は弟系ロイス侯家が受け継ぎ、兄系と弟系に分かれていたロイス家は統合されることとなった。ハインリヒ27世はロイス家全体の家長となり、名目上のロイス侯となった。翌1928年にハインリヒ27世が死ぬと、その息子のハインリヒ45世がロイス家家長となった。ハインリヒ45世は国家社会主義ドイツ労働者党（NSDAP）の党員であり、1944年までドイツ国防軍に所属していたが、敵国であるイギリスのパスポートを持ちイギリスの市民権を取得していたという理由から、ナチ党政府による公用徴収を免れ得なかった。1945年、ハインリヒ45世はソ連占領軍に拉致されて消息不明となった。おそらくブーヘンヴァルト強制収容所に抑留されて死んだと考えられている。ハインリヒ45世に子供はなく、ロイス＝シュライツ家最後の男子となった。ハインリヒ45世の資産は1948年にソ連占領当局によってすべて接収された。
ロイス家家長は、ハインリヒ45世に後継指名されていたロイス＝ケストリッツ家（Reuß-Köstritz）の当主ハインリヒ4世（1919年 - 2012年）が継承した。ロイス＝ケストリッツ家は、1692年にロイス＝シュライツ家から分かれた統治者家門でない分家で、ロイス家の諸家の中で存続する唯一の系統である。同家もまた複数の分枝に分かれ、非常に多くの男系子孫に恵まれており、断絶することは当面のあいだ無いと見られている。ハインリヒ4世は、ロイス＝ケストリッツ家が1822年より居城とするオーストリア・ニーダーエスターライヒ州のエルンストブルンの城館（Schloss Ernstbrunn）に家族とともに住み続けた。ハインリヒ4世の死後は、長男のハインリヒ14世（1955年 - ）が家長の地位を継承している。
なお、ハインリヒ45世は、ロイス＝ケストリッツ家分枝のハインリヒ1世（1910年 - 1982年）を1935年に養子に迎えており、さらにハインリヒ1世と自分の姪ヴォイツラヴァ・フェオドラ・ツー・メクレンブルク（1918年 - 2019年）を結婚させていた。1990年代初頭、ヴォイツラヴァ・フェオドラ・ツー・メクレンブルクは、ソ連による占領時に接収されたロイス家の財産は自分の長男ハインリヒ8世（1944年 - ）に返還されるべきだと主張した。
ハインリヒ1世の子の1人であるハインリヒ13世（1951年 - ）は、フランクフルトで不動産業などを営んでいたが、ドイツの極右反政府運動「ライヒ市民運動」に加わってドイツの君主制擁護などの主張を行い、2022年12月7日にはクーデター計画に関与したとして逮捕された（2022年ドイツクーデター未遂事件）。
ハインリヒ13世の氏名 "Heinrich XIII Prinz Reuss" には「プリンツ (Prinz)」が含まれているが、ドイツでは第一次世界大戦後に貴族制度が廃止されたために貴族称号に法的な位置づけはなく（ハインリヒ13世に「ロイス侯（ロイス公）」や「侯子（公子）」などの称号が公的に認められているわけではない）、ハインリヒ13世の主観ではともかく、公的には Prinz は姓の一部として使用されるものとなっているが、「プリンツ」を称する旧貴族が国家転覆の陰謀を企てたというセンセーショナルなニュースによって、ロイス家は不本意な形で世界の耳目を集めた。家長のハインリヒ14世は困惑を表明している。ロイス家一族は陰謀論に傾倒したハインリヒ13世とはすでに距離を置いているという（10年以上前にハインリヒ13世のほうから距離を置かれたとも）。ハインリヒ13世に関する報道では、ロイス家の歴史とともに後述のロイス家男子の特異な命名法についての解説が加えられることにもなった。

## 「ハインリヒ」の名と序数
ロイス家の全ての男子は、洗礼名としてハインリヒ（Heinrich）を名乗る決まりである。個々の男子を区別するため、必ず名前に序数が付けられる。Heinrich I. や Heinrich II. といったようにである。日本語のテキストでは、序数が代数を意味する場合と同様に、一般に「ハインリヒ〇世」と訳される。
この異常とも言える一族の掟は、1668年にはロイス家の家内法に明記された。この伝統はおそらく1200年頃、遠祖のハインリヒ2世（Heinrich II. der Reiche、1209年以前に没）が、ホーエンシュタウフェン朝の神聖ローマ皇帝ハインリヒ6世によりクヴェトリンブルク帝国女子修道院（Stift Quedlinburg）の城代に任命された際に、多大な恩義を受けたことを忘れないため、全ての子孫にハインリヒ皇帝の名前を付けるように決めたものと考えられている。独立諸侯であった兄系と弟系のロイス侯家が断絶した後も、一族の末裔たちによって堅固に守られ続けている。
1564年に分裂する以前のロイス家は、非常に論理的な形で、自分の家系内の男子に誕生した順序通りに序数を付けていった。新しい分家が創始されるごとに、その分家では序数が「1世」から始まった。ロイス家の祖家はヴァイダ城代系統、ゲーラ城代系統、プラウエン城代（のちマイセン城伯）系統、グライツ領主系統（ロイス家）に分かれていたが、グライツ領主家も本家から分かれた際に1からナンバリングを始めている。1564年の分裂以降、中子系は、古くからの序数の付け方を維持した（中子系は、1616年にハインリヒ18世（Heinrich XVIII）の死により断絶した）が、長子系（兄系）と末子系（弟系）では、序数が極端に大きくなるのを避けるためにナンバリングに関する新しい方法を定着させた。
兄系ロイス家では、初めは各世代が始まるごとに序数を1に戻していた。この方法は時代が下り、兄系ロイス家内に2つの分家が創始された後も続いていた。第1世代は、グライツ＝ブルク家のハインリヒ1世（1632年生）から始まり、グライツ＝デーラウ家のハインリヒ16世（1678年生）で終わっている。第2世代は、グライツ家のハインリヒ1世（1693年生）から始まっている。本家が1768年に断絶した後、ロイス＝グライツ侯ハインリヒ11世は次世代の序数を1に戻すことをせず、兄系ロイス家全体での世代ごとのナンバリングを廃止して、諸分家の家内のみで序数を増やし続ける方式に変更した。
弟系ロイス家では、始祖であるハインリヒ2世ポストゥムス（Heinrich II. Posthumus (Reuß-Gera)）の10人の息子たちが1世から10世までを名乗り、その10人兄弟の息子たちの世代も、最後に生まれたハインリヒ29世（1699年生）に至るまで弟系ロイス家全体でのナンバリングを続けた。その次の世代（始祖ハインリヒ・ポストゥムスの曾孫の世代）で最初に生まれたシュライツ家のハインリヒ1世（1695年生）から序数を1に戻し、世代に関係なくケストリッツ家のハインリヒ75世（1800年生）まで続けた。弟系のロイス＝ローベンシュタイン＝エーベルスドルフ侯ハインリヒ72世（1797年生）は、最も大きな序数のついた君主として、ギネス・ワールド・レコーズに登録されている。
その後、弟系ロイス家では19世紀から世紀が変わるごとに序数を1に戻す方式を確立した。三巡目はケストリッツ家のハインリヒ1世（1803年生）から始まり、四巡目はケストリッツ家のハインリヒ1世（1910年生）から始まった。
21世紀現在、弟系の流れを汲むロイス＝ケストリッツ家が唯一残るロイスの家門である。2022年時点で家長のハインリヒ14世が語るところによれば、ロイス家の一族会に参加して交流のあるメンバーは60人で、このうち30人が「異なる番号のついたハインリヒ」であるという。

## 著名な成員
- ハインリヒ・ロイス・フォン・プラウエン（Heinrich Reuß von Plauen、1400年 - 1470年） - ドイツ騎士団総長（在任：1467年 - 1470年）。
- ハインリヒ・ポストゥムス・フォン・ロイス（英語版）（1572年 - 1635年） - ロイス＝ゲーラ伯ハインリヒ2世。作曲家シュッツはその依頼で『音楽による葬儀（英語版）』を作った。
- ロイス＝ケストリッツ伯ハインリヒ24世（1681年 - 1748年） - ロイツ＝ケストリッツ家初代。
- ロイス＝ケストリッツ侯ハインリヒ24世（1855年 - 1910年） - 作曲家。ロイツ＝ケストリッツ家の家督を継ぐ。
- アウグステ・ロイス・ツー・エーベルスドルフ（1757年 - 1831年） - ザクセン＝コーブルク＝ザールフェルト公フランツの2番目の妻。夫とともにザクセン＝コーブルク＝ゴータ家の始祖となる。
- エレオノーレ・ロイス・ツー・ケストリッツ（1860年 - 1917年） - ブルガリア王フェルディナントの2番目の妃。
- ヘルミーネ・ロイス・ツー・グライツ（1887年 - 1947年） - ドイツ皇帝ヴィルヘルム2世の2番目の妻。
- ハインリヒ・ルッツォ・ロイス（Heinrich Ruzzo Prinz Reuß von Plauen、1950年 - 1999年） - 造園家。ケストリッツ家分枝の出身で Prinz （公子）の称号を持つ。
- アンニ＝フリッド・リングスタッド（1945年 - ） - スウェーデンのポップ・グループ、ABBAのメンバー。1992年にハインリヒ・ルッツォ・ロイスとの結婚によりロイス公女（Prinzessin Reuß von Plauen）の姓を名乗る。